# Fort Harssens
Fort Harssens is een voormalig kustbatterij of fort in Den Helder in de Nederlandse provincie Noord-Holland.

## De bouw
Tegen het einde van de 18de eeuw werden plannen gemaakt een fort te bouwen ter verdediging van de haven van Den Helder. Diverse plannen werden voorgesteld, in 1803 onder de naam Risban en in 1813 onder de naam Waterfort. In 1833 deed luitenant-kolonel Jan Blanken zijn derde voorstel, ditmaal ook gericht aan koning Willem I. Er werden metingen verricht op zandplaat de Harssens maar er gebeurde wederom niets.
In 1875 kwam plan vier, nu van de hand van minister Enderlein. Zijn opvolger minister Klerck legde de plannen echter in de ijskast. Pas toen Reuther in 1879 minister werd konden de plannen uitgevoerd worden. Inmiddels waren proefboringen verricht en in 1879 kon de bouw van het pantserfort beginnen. Als eerste werd een kunstmatig eiland aangelegd ten oosten van het Nieuwediep. Tussen 1881 en 1883 werd het bakstenen fort gebouwd. Aannemer P. Duinker had dit werk aangenomen voor een bedrag van fl. 342.000.
Grusonwerk uit Duitsland kreeg in het voorjaar van 1882 de order voor de levering en plaatsing van het geschut en de pantserkoepels. Deze opdracht had een waarde van 1,5 miljoen Rijksmark. Het fort kreeg twee pantserkoepels, elk met twee moderne kanonnen met een kaliber van 30,5 cm, voorzien van achterladers en een elektrische ontsteking. De vuursnelheid was ongeveer zeven minuten voor een schot. De dracht van de granaten was zo'n 7 kilometer. Om het fort was een droge gracht aangelegd. In de muren aan de grachtzijde waren schietgaten voor mitrailleurs, mocht de vijand de gracht bereiken. In 1884 was het pantserfort Harssens klaar.
In het fort waren munitiemagazijnen. Per kanon van 30,5 cm waren er 50 gewone granaten, 150 pantsergranaten tegen schepen en 25 granaatkartetsen en 10 kartetsen tegen ongepantserde doelen. Ze hadden tussen de 300 en 450 kilogram massa en een lengte tussen de 1-1,25 meter, afhankelijk van het type granaat.
Op 1 en 2 september 1885 hield men de officiële schietproeven in aanwezigheid van generaals van de artillerie. Kosten per schot fl. 600,-, maar de schade bleek veel groter. In de omgeving waren veel ruiten gesneuveld, soms waren ook de vensterbanken ontwricht. Het koepelgeschut is sindsdien maar weinig gebruikt, vooral omdat Den Helder nooit zodanig werd aangevallen dat het nodig bleek. Op 10 februari 1886 werd het fort officieel in gebruik genomen.
De oorspronkelijke ovale grondvorm werd te kwetsbaar bevonden en zo besloot men deze vorm te vervangen voor een afgerond driehoekige vorm. In 1889 werd er een gepantserde waarnemingskoepel geplaatst.
Het personeel was van 1893-1922 afkomstig van het Korps Pantserfortartillerie, daarna van het Regiment Kustartillerie. In 1926 werd de actieve status van fort Harssens opgeheven.

## Oorlogsjaren
Het fort Harssens werd vanaf 1940 door de Duitsers overgenomen en aangeduid als Widerstandsnest 106 (WN 106) en later als WN 108. De voormalige marinewerf Willemsoord was WN 105. Op 18 juli 1940 en 28 april 1941 werd het fort door de Royal Air Force gebombardeerd, maar de vijf bommen kwamen in het water terecht.
In de loop der jaren brachten de Duitsers modernere wapens naar het fort en kwamen er sterke schijnwerpers. Omdat de twee pantserkoepels elk met 2 kanonnen van 30,5 cm L/25 volstrekt verouderd waren, haalden de Duitsers tijdens het verdere verloop van de oorlog het geschut en bijna de gehele bepantsering weg. Alleen de ringen bleven over.

## Na de oorlog

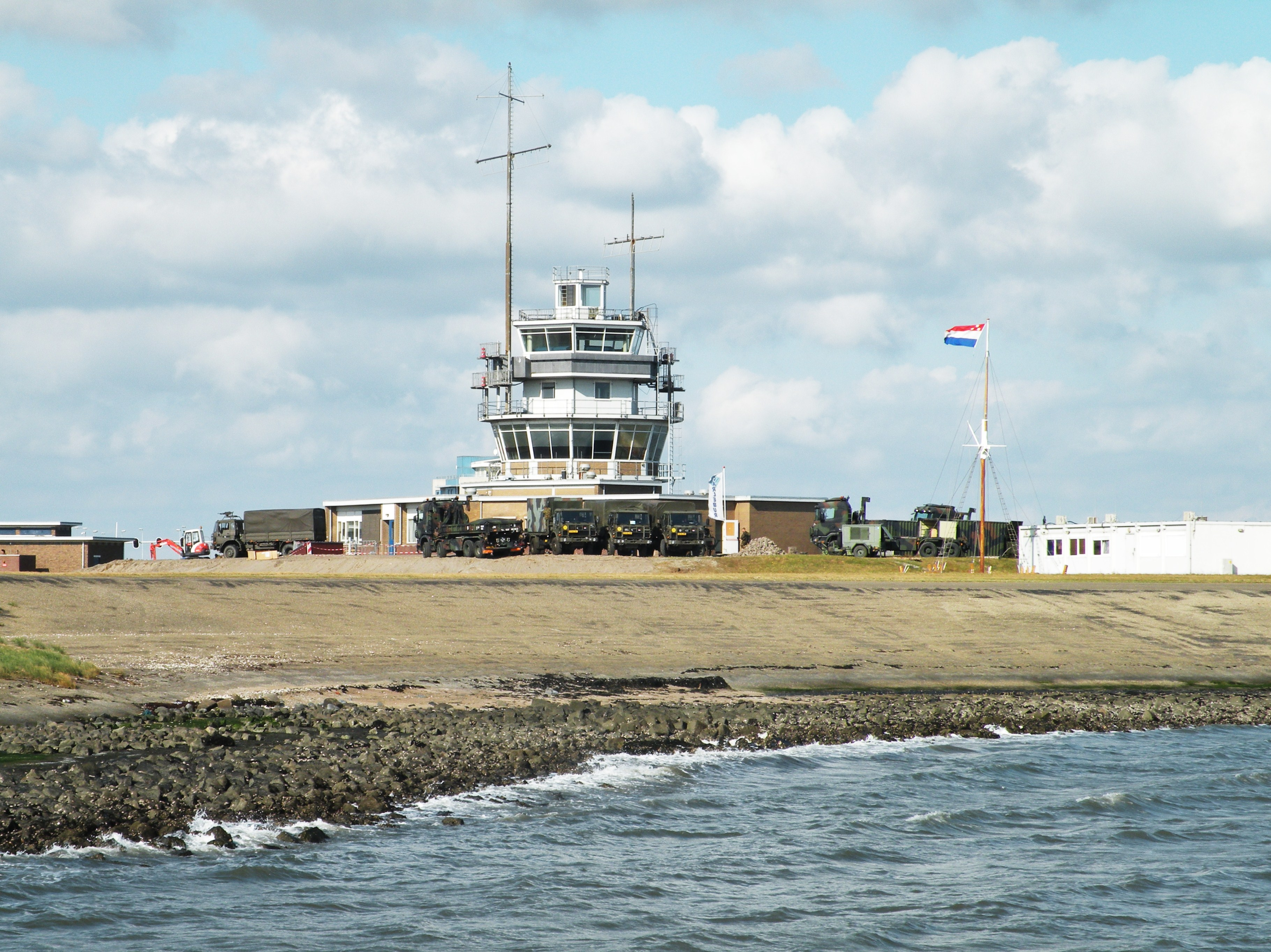
Foto uit 2009 van de marinetoren waaronder zich delen van Fort Harssens bevinden

In 1950 verdween het fort onder het zand bij de aanleg van de Nieuwe Haven. In 2008 werd begonnen met de sloop van een deel van het fort en de bouw van het nieuwe havenkantoor dat op het fort kwam. In verband met de nieuwbouw van het bovenliggende havenkantoor is in 2009 een gedeelte van de droge gracht ontgraven en al het afval en puin geruimd. Op 12 juli 2011 werd het nieuwe havencoördinatiecentrum van Den Helder officieel geopend door gedeputeerde Elisabeth Post, loco-commissaris van de Koningin in Noord-Holland. Er zijn ook faciliteiten voor de Koninklijke Marine Jacht Club.
Sindsdien is het fort in beheer bij de Stichting Stelling Den Helder. Het fort is opgeknapt en toegankelijk en er worden rondleidingen gegeven onder begeleiding van een aantal vrijwilligers.
Fort Dirks Admiraal · Fort Du Falga · Fort Erfprins · Fort Harssens · Fort Kijkduin · Fort Oostoever · Fort Westoever